# Telemare
Telemare és un canal de televisió fundat el 1980 a Gorizia i que emet en llengua eslovena pel canal 32. La seva finalitat és servir de mitjà d'expressió a la minoria eslovena d'Itàlia.